# Francesco Berni
Pour les articles homonymes, voir Berni.
Francesco Berni, né à Lamporecchio (Toscane) vers 1497 et mort à Florence le 26 mai 1535, est un écrivain et poète italien. Ses poèmes burlesques donnèrent naissance au genre « bernesque ».
Ayant pris l'habit ecclésiastique, il devient secrétaire de Gian Matteo Giberti, évêque de Vérone, et il est nommé chanoine de la cathédrale de Florence. Il aurait été empoisonné par Alexandre de Médicis, duc de Florence, pour avoir refusé d'empoisonner lui-même le jeune cardinal Giovanni Salviati. Berni excella dans le genre burlesque, ou plutôt dans ce genre plaisant et badin dont Antonio Pucci était le créateur, mais que, depuis lui, on a nommé en Italie, puis en France, le genre bernesque ou berniesque.

## Biographie
Francesco Berni naquit vers la fin du 15e siècle, à Lamporecchio, dans cette partie de la Toscane appelée Valdinievole, d’une famille noble, mais pauvre de Florence. Envoyé très-jeune dans cette ville, il se rendit, à dix-neuf ans, à Rome, auprès du cardinal de Bibbiena, son parent, qui ne lui fit, comme il le dit lui-même, ni bien ni mal. Il fut enfin obligé de se placer, en qualité de secrétaire, chez Ghiberti, évêque de Vérone, qui était dataire du pape Léon X. Il prit l’habit ecclésiastique pour être en état de tirer parti des bontés de cet évêque, s’il les obtenait ; mais l’ennui que lui inspiraient les fonctions subalternes qu’il remplissait, et dont il était mal payé, le forçait de chercher ailleurs des distractions qui mécontentaient le prélat. Il trouvait Berni trop gai pour s’intéresser à sa fortune. Celui-ci s’était formé à Rome une société ou académie de jeunes ecclésiastiques aussi gais que lui, poètes plaisants et facétieux comme lui, qui, pour marquer sans doute leur goût pour le vin et leur insouciance, s’étaient appelés i Vignajuoli (les Vignerons) ; c’étaient le Mauro, le Casa, Firenzuola, Capilupi, et plusieurs autres. Ils riaient de tout dans leurs réunions, faisaient sur les objets les plus graves, et même les plus tristes, des plaisanteries et des vers. Ceux du Berni étaient les meilleurs, les plus piquants, et avaient un tour si particulier que son nom est resté au genre dans lequel il les composait. Il était à Rome en 1527, lorsqu’elle fut saccagée par l’armée du connétable de Bourbon, et il y perdit tout ce qu’il pouvait avoir. Il fit depuis plusieurs voyages avec son patron Ghiberti, à Vérone, à Venise et à Padoue. Enfin, las de servir, et n’espérant plus rien ajouter pour sa fortune à un canonicat de la cathédrale de Florence, qu’il possédait depuis quelques années, il se retira dans cette ville, pour y vivre dans une indépendante et honnête médiocrité ; mais la faveur des grands, qu’il eut la faiblesse de rechercher, ou qu’il n’eut pas le bonheur d’éviter, le mit dans une position difficile, dans laquelle on assure qu’un crime lui fut proposé, et qu’il paya de sa vie le refus de le commettre. Alexandre de Médicis, alors duc de Florence, était en inimitié ouverte avec le jeune cardinal Hippolyte de Médicis. Le Berni plut également à l’un et à l’autre, et se trouva en même temps assez avancé dans leur confiance pour que l’on ait douté lequel des deux lui avait fait la proposition d’empoisonner l’autre. Le fait est que le cardinal mourut en 1555, et que, selon tous les historiens, il mourut empoisonné. On place la mort du Berni au 26 juillet 1556, et si ce fut de poison qu’il mourut, comme on l’assure, c’est le duc Alexandre que l’on peut en accuser, et non le cardinal Hippolyte. Il n’y a lieu d’être surpris ni d’un crime de plus dans cet Alexandre, ni du refus que le Berni avait fait d’y prêter son ministère ; mais on peut l’être de ce que l’ennemi d’Hippolyte eût choisi pour confident un chanoine, il est vrai, peu canonique, et plus que libre dans ses écrits ainsi que dans ses mœurs, mais un homme si insouciant, si gai, un poète si jovial. Il excella dans le genre burlesque, mot que nous ne prenons guère que clans une acception défavorable, mais qui ne signifie, en italien, que plaisant, enjoué, badin. Il le perfectionna, lui donna plus de naturel, de vivacité, d’élégance ; il en fut, et en est encore regardé comme le meilleur modèle ; et ce genre, ainsi perfectionné, prit dès lors le titre de bernesque ou berniesque, qu’il a toujours conservé. Il y devient quelquefois très-amer ; ses satires joignent trop souvent à l’enjouement d’Horace le sel acre de Juvénal ; et même Boccalini, dans ses Ragguagli di Parnaso, feint que ce dernier satirique, défié par le Berni, refuse d’entrer en lice. Dans tout ce qu’il a écrit, l’extrême licence est son défaut le plus grave, et ce n’est pas seulement à un ecclésiastique, mais à tout homme bien élevé qu’il sied mal d’écrire ainsi. Il est vrai qu’il ne communiquait ses vers qu’à ses amis, qu’il n’avait jamais pensé à les publier, et qu’ils ne furent recueillis et imprimés qu’après sa mort. On peut aussi alléguer pour son excuse la dépravation excessive des mœurs de son temps, et l’exemple de plusieurs poètes, ses contemporains, couverts du même habit, et non moins licencieux que lui. Ce qu’il y a de remarquable, c’est que la facilité prodigieuse qui brille dans son style était le fruit d’un grand travail, et que presque tous ses vers étaient corrigés, effacés, et recorrigés plusieurs fois. On dit la même chose de l’Arioste ; et ce sont les deux poètes italiens dont les vers sont les plus coulants et les plus faciles. Il écrivait aussi très-purement en vers latins, et savait fort bien le grec.

## Œuvres
- Rime burlesche, réimprimées plusieurs fois avec celles d’autres poètes du même genre, le Casa, le Mauro, le Molza, etc. La 1re édition est celle de Venise, 1558, in-8°. Dans l’espace de dix ans, il en parut plusieurs autres aussi complètes ; elles furent ensuite augmentées et publiées en 2 parties par Grazzini, dit le Lasca, qui excellait lui-même dans ce genre ; mais ces deux parties parurent séparément, et à sept années de distance ; savoir : Il primo Libro dell’Opere burlesche di Francesco Berni, di Giov. della Casa, etc., Florence, Bernard Junte, 1548, in-8° ; Il secondo Libro, etc., Florence, par les héritiers de Junte, 1555, in-8°. Ce volume est plus rare que le premier, qui fut réimprimé deux fois par les Junte, 1550 et 1552, tandis qu’ils n’imprimèrent le second qu’une seule fois. Les deux parties furent ensuite réunies, et portées depuis à trois dans plusieurs éditions, qu’il serait trop long de citer.
- Orlando innamoralo, composta già dal sig. Matteo Maria Bojardo, conte di Scandiano, ed ora rifatto tutto di nuovo da M. Francesco Berni, Venise, 1541, in-4°; Milan, 1542, in- 8° ; Venise, avec des additions, 1545, in-4°. Cette dernière édition est la plus recherchée et la plus rare. Molini en a donné une très-jolie et très-correcte, Paris, 1768, 4 vol. in-12. Il ne faut pas croire que ce poème, écrit très-sérieusement par Matteo Maria Boiardo, ne soit que travesti, et mis en style burlesque par le Berni. En le refaisant tout entier, il y plaisante quelquefois, quand le sujet le comporte, mais il s’élève assez souvent au ton de l’épopée ; il ajoute des détails heureux, dans l’un et dans l’autre style ; ses débuts de chants sont souvent comparables à ceux même de l’Arioste. Le Roland Amoureux du Bojardo, admirable pour l’invention, n’a dans le style aucun attrait ; celui du Berni en a, au contraire, un très-grand, et se relit avec plaisir, même après le Roland furieux.
- La Catrina, atto scenico rusticale, Florence, 1567, in-8°. C’est un ouvrage de la première jeunesse de l’auteur ; il est écrit dans le langage des paysans de la Toscane, comme la Nencia da Barberino, le Cecco da Varlungo, etc. Cette petite pièce se retrouve dans le t. 1 du Recueil de Comédies du XVIe siècle, Naples, 1731, in-8°.
- Carmina. Ces poésies latines sont insérées dans le recueil intitulé : Carmina quinque Etruscorum Poetarum, Florence, 1562, in-8° ; et clans celui qui a pour titre : Carmina illustrium Poetarum Italorum, Florence, 1719, in-8°.